# Ludovico Seitz
Pour les articles homonymes, voir Seitz.
Ludovico Seitz  (Rome, 11 juin 1844 - 11 septembre 1908), nommé également Ludwig Seitz, est un peintre italien d'origine allemande. 
Il fut actif à la fin du XIXe et au début du XXe siècle.

## Biographie
Ludovico Seitz a été initié à la peinture par son père le peintre allemand Alexander Maximilian Seitz (né à Munich en 1811 et mort à Rome en 1888) et Johann Friedrich Overbeck. 
Sa mère est Gertrud Platner, fille du peintre Ernst Zacharias Platner. Le roi Louis Ier se comporta comme son parrain.
Il a surtout été actif au Vatican au service de la papauté. 
Il a été directeur artistique des peintures et galeries pontificales (pinacothèque du Vatican).
Léon XIII lui confia la restauration de la galerie des candélabres (1884) pour son jubilé de 1888 et l'appartement Borgia (en collaboration avec Virginio Vespignani).   
A la demande du Pape, il peignit la galerie des candélabres "à la manière de Raphaël", en accord avec la politique culturelle de la papauté qui souhaitait se réapproprier la Renaissance et nourrir l'utopie médiévale de l'ultramontanisme.  
Ludovico Seitz a fait partie des peintres du mouvement nazaréen, comme son père. Il eut comme élèves Rosina Mantovani Gutti et Giuseppe Pauri. 
Paolo Baratta étudiera également à l'atelier de Ludovic Seitz.

## Œuvres
- Fresques, galerie des candélabres (1884), Vatican.
- Fresques, Chapelle allemande (1902), chœur, basilique de Lorette.
- Fresques, appartement Borgia (avec Virginio Vespignani).
- Fresques, église Santa Maria dell'Anima.
- Fresques (36 peintures de 30 m²), cathédrale saint Pierre de Dakovo (avec Alexander Maximilian Seitz), Croatie.

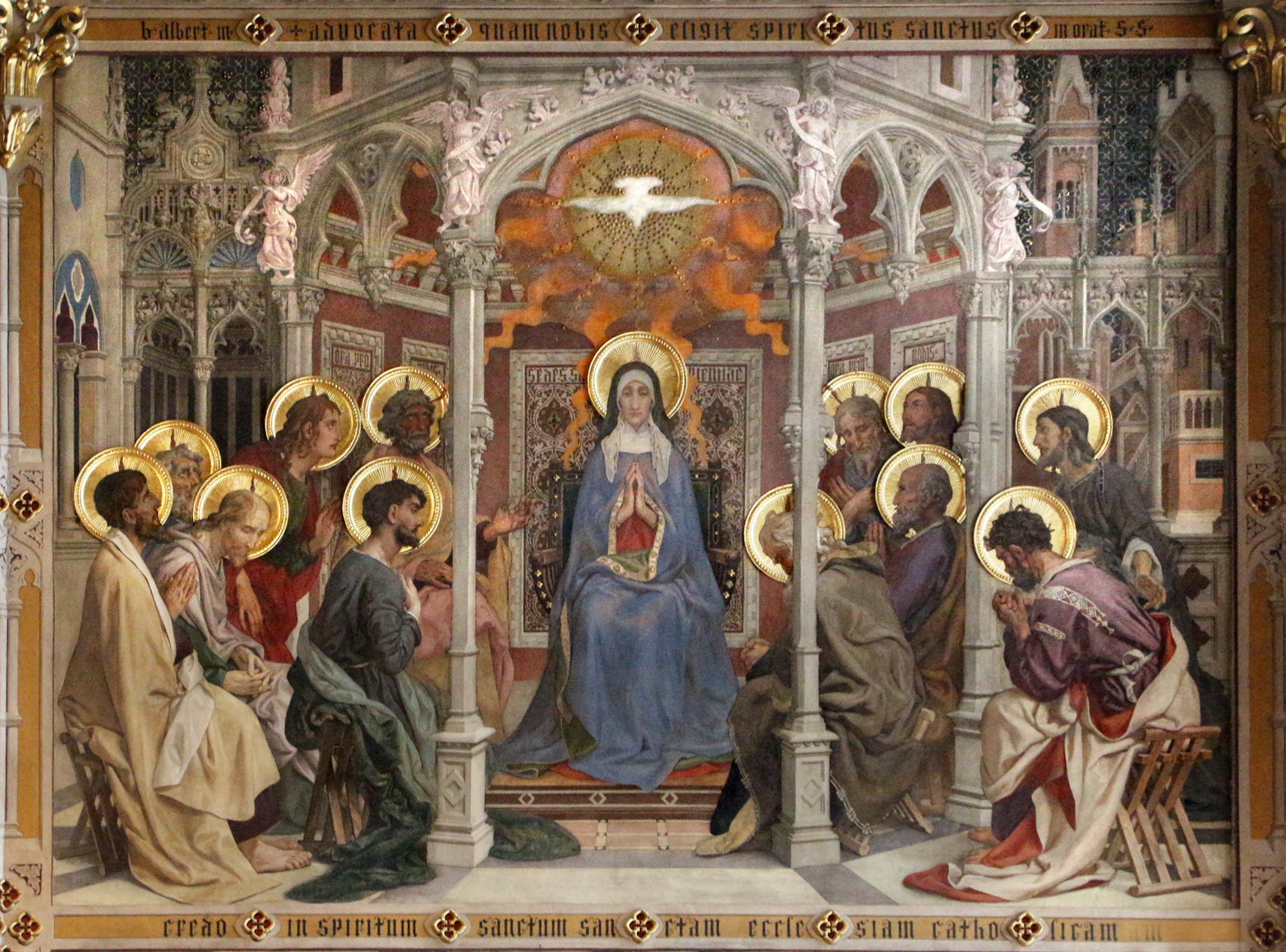
Pentecôte, Histoire de Marie, 1892-1908,  Ludovico Seitz, Loreto
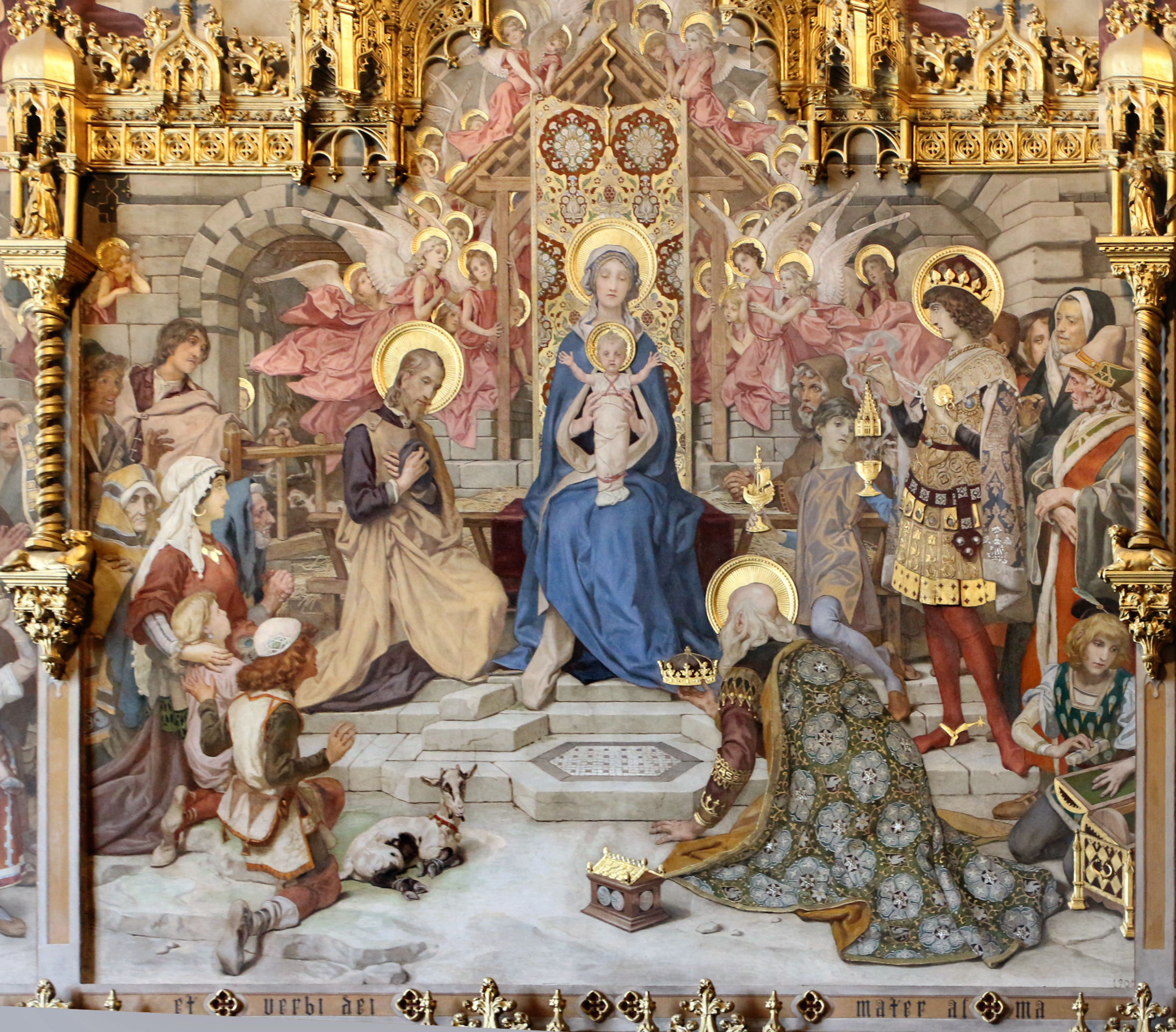
Adoration des Mages, Histoire de Marie, 1892-1908, Loreto
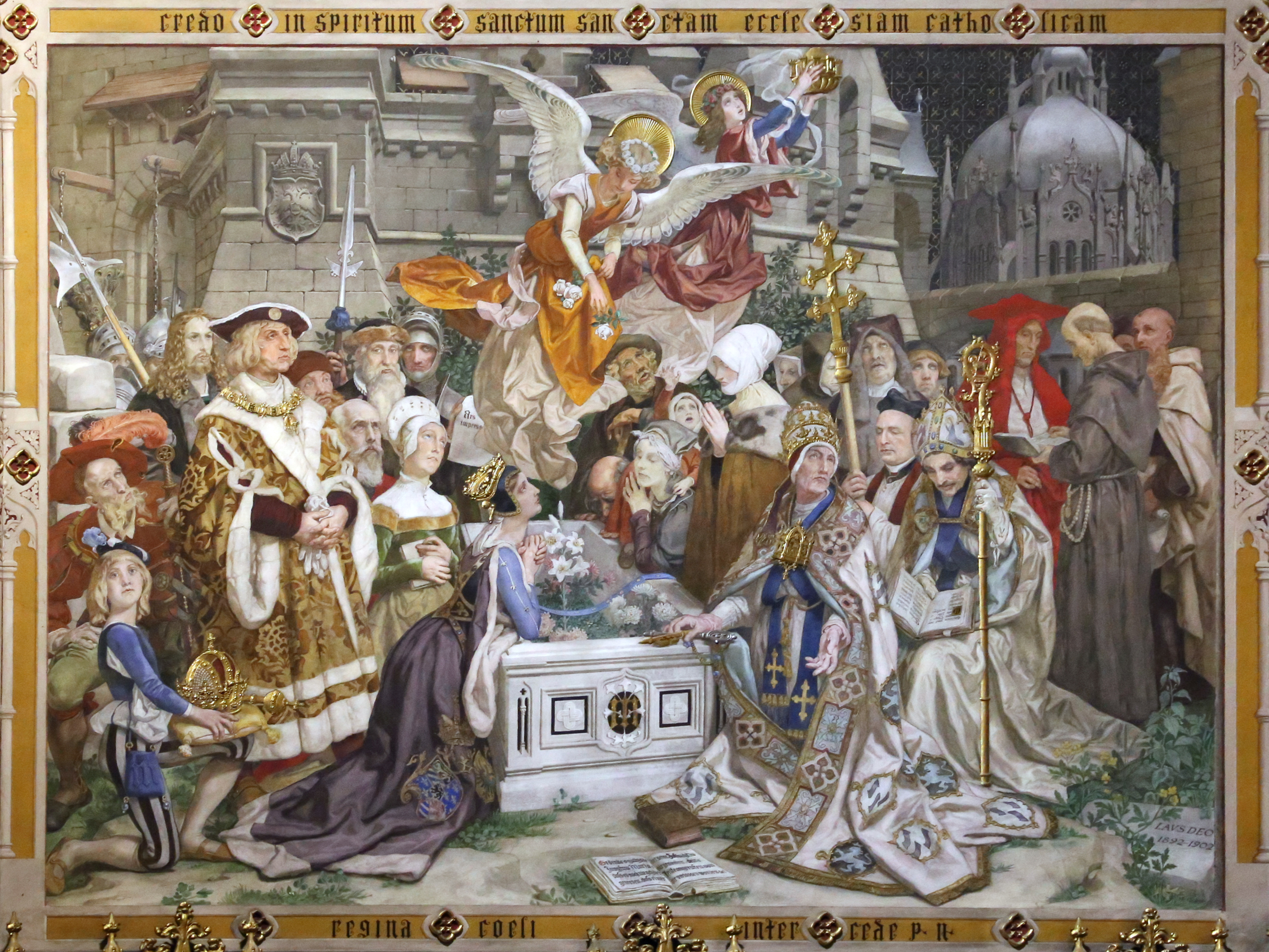
Assomption de Marie, 1892-1908, Loreto